# اسير مايزتو
اسير مايزتو (بالإسبانية: Asier Maeztu Villabeitia)‏ مواليد 14 أكتوبر 1977 في سان سيباستيان، هو دراج إسباني. شارك في دورة الألعاب الأولمبية الصيفية وفاز بميدالية أولمبية.

## الميداليات
| الميدالية | المسابقة                               |
| --------- | -------------------------------------- |
| برونزية   | الألعاب الأولمبية الصيفية 2004         |
| برونزية   | بطولة العالم للدراجات على المضمار 2004 |

## روابط خارجية
- اسير مايزتو على موقع أرشيف الدراجات (الإنجليزية)
- اسير مايزتو على موقع إحصائيات الدراجات الإحترافية (الإنجليزية)
- اسير مايزتو على موقع نسبة الدراجات (الإنجليزية)
- اسير مايزتو على موقع CycleBase (الإنجليزية)
- اسير مايزتو على موقع اللجنة الأولمبية الدولية (الإنجليزية)
- اسير مايزتو على موقع أوليمبيديا (الإنجليزية)
- اسير مايزتو على موقع اللجنة الأولمبية الإسبانية (الإسبانية)